# 렙솔

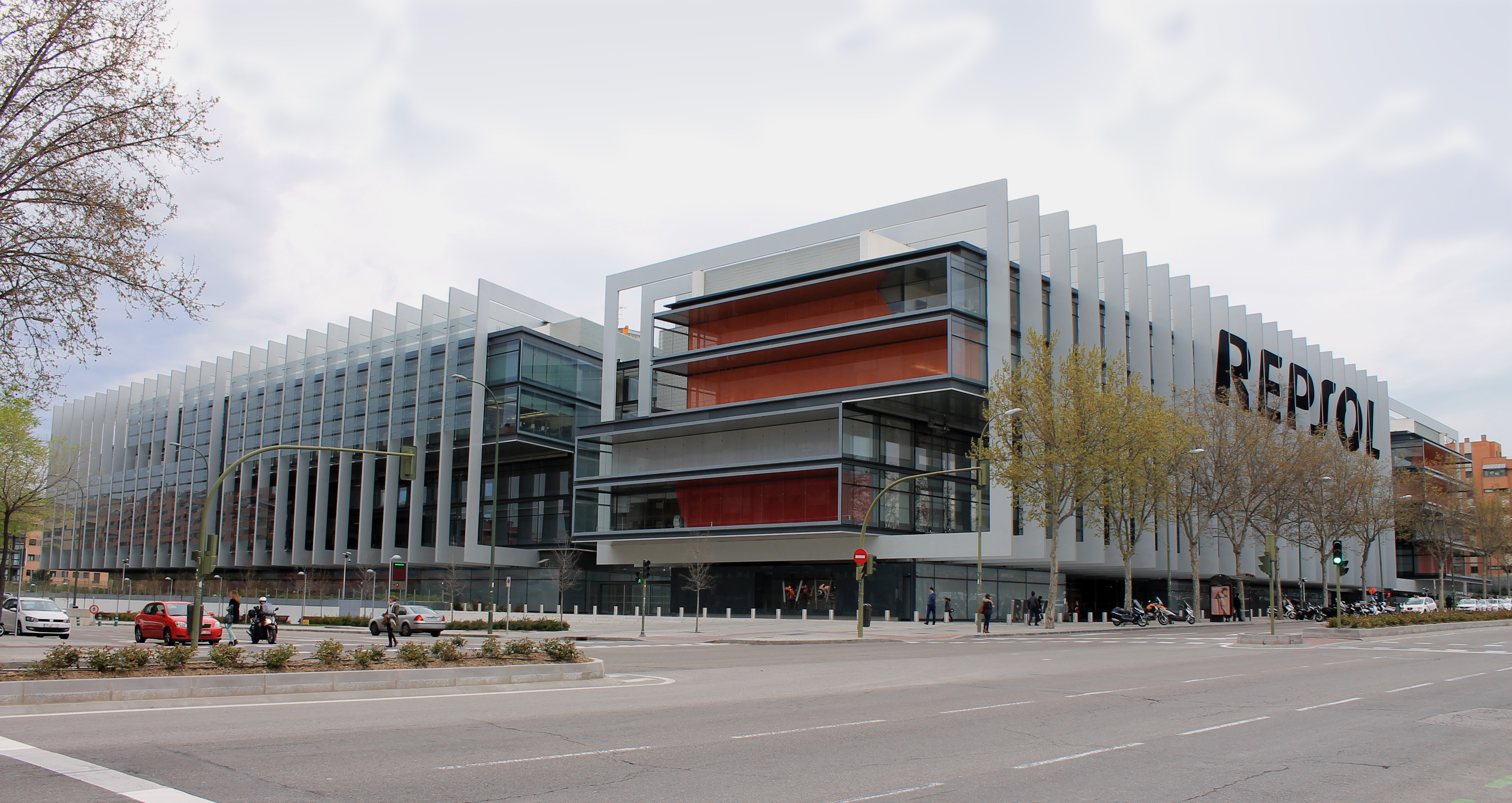

렙솔(Repsol)은 스페인의 석유 및 가스 기업이다. 세계 10대 석유 기업 중 하나이며 28개국에 활동 거점을 가진다. 중남미에서 가장 큰 에너지 관련 기업이다. 포춘 글로벌 500에 따르면, 세계 15위의 기업이며, 직원 수는 전 세계적으로 4만 명이 넘는다.